# ランドの森

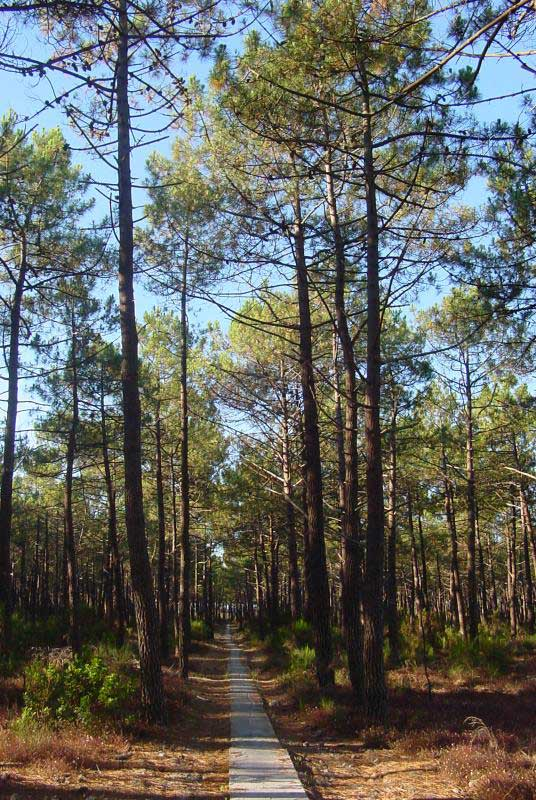
ランドの森

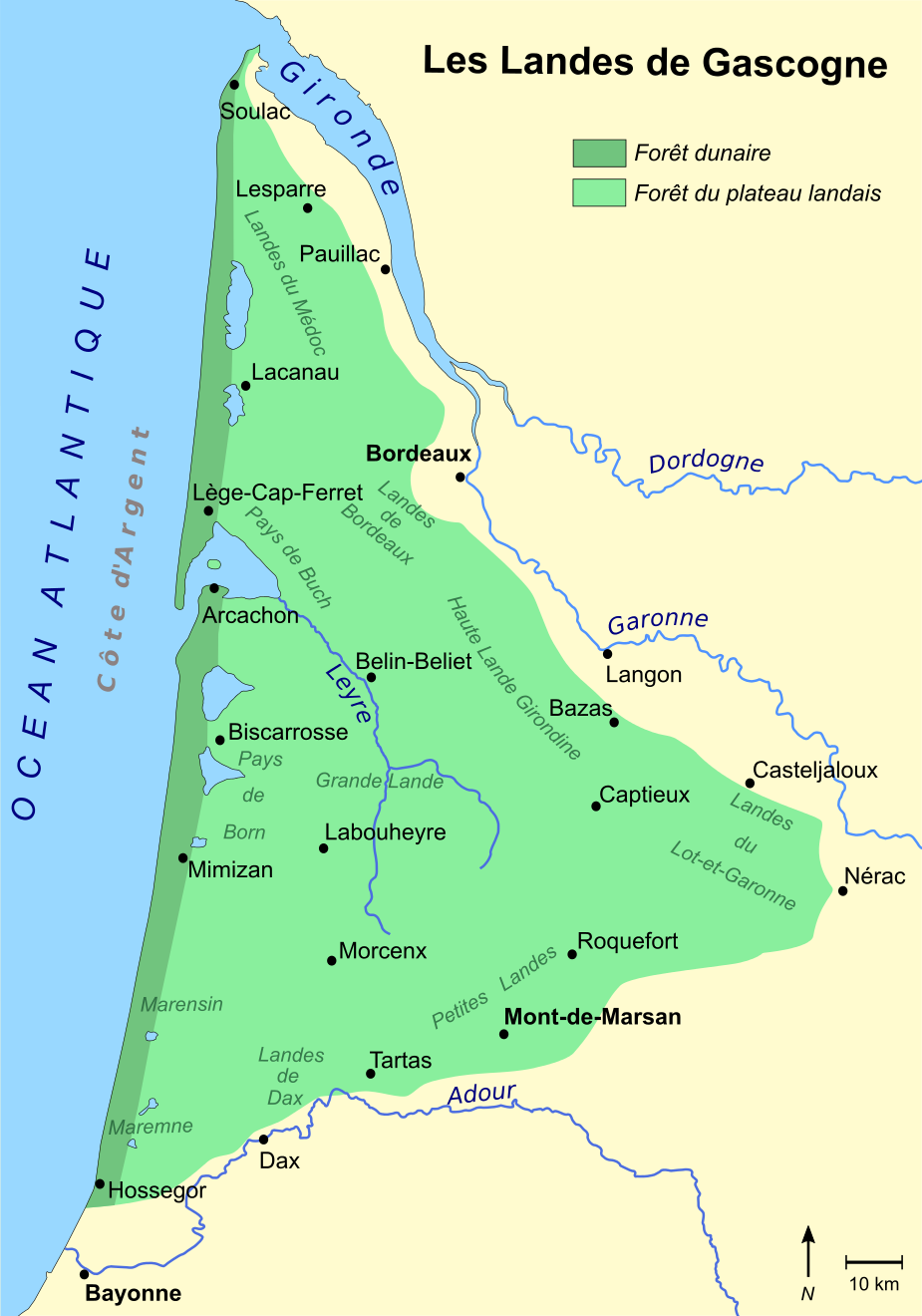
ランド・ド・ガスコーニュの地図。黄色が砂丘地、緑色が森林

ランドの森 （Forêt des Landes、ガスコーニュ語:Las Lanas）は、フランス西部最大の森林。

## 地理
ヌーヴェル＝アキテーヌ地域圏、ジロンド県とランド県、ロット＝エ＝ガロンヌ県の一部とにまたがる。ヨーロッパ最大の、海岸に面したマツ林である。ランド・ド・ガスコーニュ（Landes de Gascogne、自然上の地域区分）と呼ばれる地域にある。フランス語のランド（Landes）とガスコーニュ語のラナス（Lanas）とは、ともに荒れ地を意味する。ランドの地から、エール川（fr）、ブディゴー川（fr）、シロン川、ガ・モル川（fr）が流れている。
近隣にある都市には、ボルドー、モン＝ド＝マルサン、ダクス、バイヨンヌがある。ランドの森の西側は大西洋（ガスコーニュ湾）に面している。長い海岸は、コート・ダルジャン（fr、銀海岸）の名で知られ、リゾート地が点在する。

## マツ植林地としての成り立ち
森に植えられているのはほとんどがカイガンショウ（フランス海岸マツとも、en）である。他の多くのヨーロッパにおける森林とは違い、ランドの森は産業目的のため人が作りだし維持してきた。このマツ植林地は、海からの土地の浸食を防ぎ、土壌を浄化するために、18世紀にジロンド県のペイ・ド・ビュック地方（fr）で始まった。
原生林の生長パターンとは異なり、ランドの森にある木々はほぼ同時期に植えられ、ほぼ等しい大きさに育ってきた。森林は碁盤の目のような広大な防火帯で1kmごとに分割されている。これは山火事の際の被害を最小限にとどめ、かつ消防士たちが森の至る所へ移動するのを容易にするためである。あらかじめ消火設備及び貯水池が設置され、森の中に点在している。また、網目状に巡らされた歩道は、山林監視人が各区域内の遠隔地に行くことを可能にし、材木の生長を観察することを可能にしている。山火事の回数及び被害は、1950年代と1960年代に起きた自然の山火事以降激減した。

## 歴史

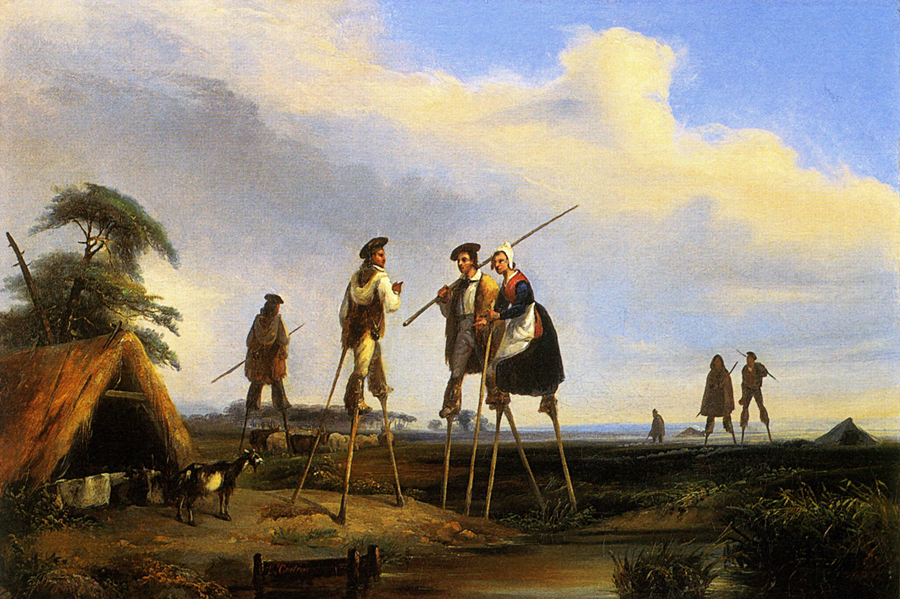
19世紀のランド地方の風景。ミュゼ・ド・ボーザール・ド・ボルドー所蔵

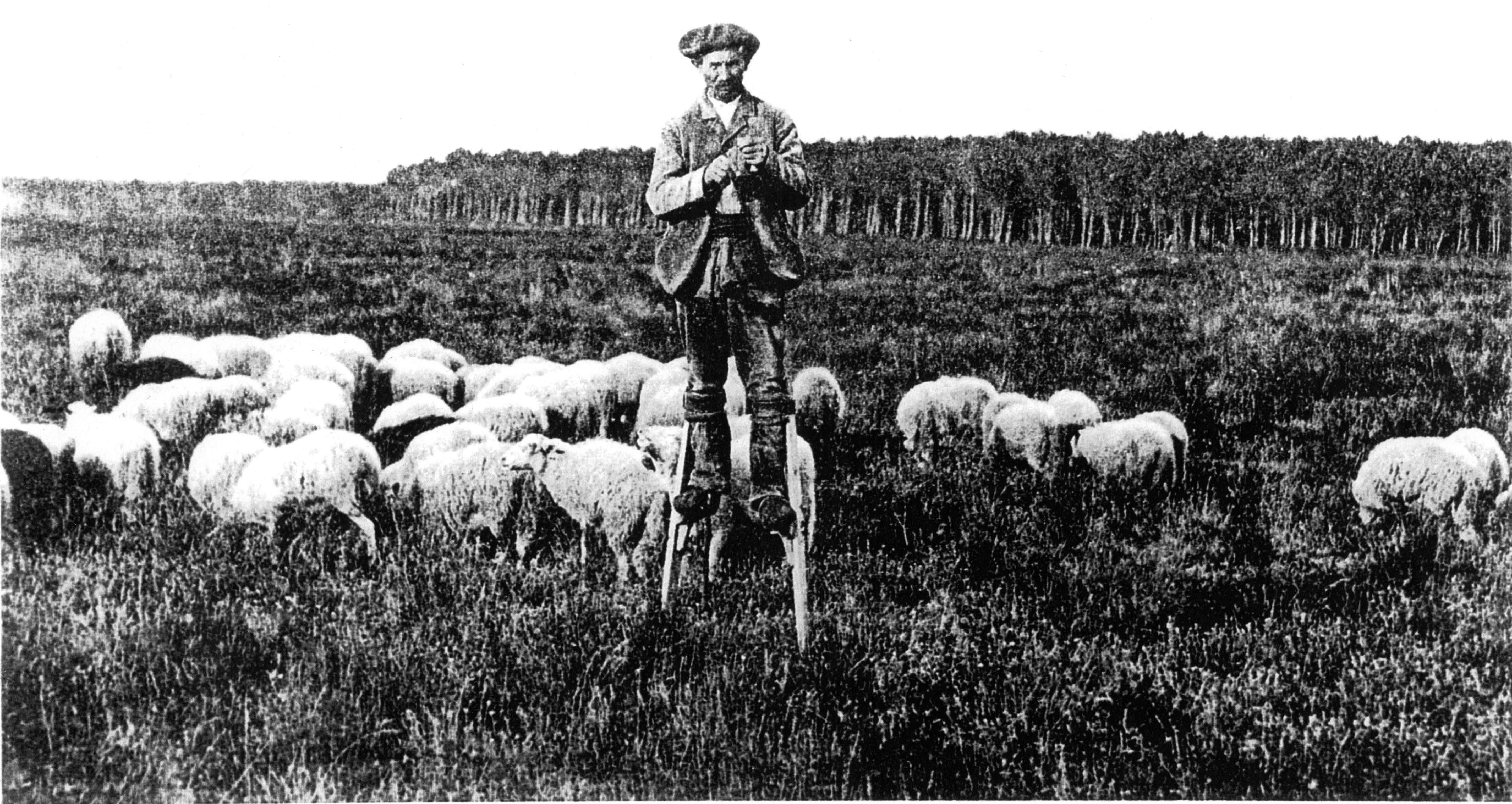
ランドのヒツジ飼い

ランドの森の一部は、古来からのままである。ガスコーニュの海岸のいくつかの地区は既に約2000年前に森林となっており、それは20万ヘクタールを占めていた。これらの森林は、ラカノー、アルカション、ラ・テスト＝ド＝ビュック、ビスカロッス、マランサンの近郊を覆っていた。この森林で実施されていた初期の樹脂抽出（en）技術は、ほぼ今日知られている技術と近いものだった。広範囲にわたり樹種としては固有種のカイガンショウが多くを占めていた。
一方、現在ランドの森を占める大部分は19世紀まで羊飼いが暮らす湿地だった。この時期の歴史はランド地方の最後の小作農の姿を収めた写真に記録されており、竹馬を使うことも羊飼いの普通の生活の一部だった。人々は農業と畜産によってランドの土地から生活の糧を得ていたが、大規模な植林によってその生活には終止符が打たれ、彼らは姿を消した。ランドの土地に新たな価値を与えようとする試みは幾度か失敗したが、最終的にはランドの平地を覆うようにカイガンショウの苗が大量に植林された。カイガンショウはこの地域に完全に適応していたので、この策は驚くべきものではない。
森をつくるという意向は、19世紀に同時に噴出したいくつかの理由のためであった。第一は、村々を脅かす海岸砂丘の伸張を食い止めることであった。有名な例として、スラックの教会は押し寄せる砂で埋まってしまった。カプトー＝ド＝ビュック地域で砂を食い止めようとしたが、植林で砂丘の伸張を止めるというやり方を広めることができずに地元の小地主たちは急速に資金を失った。建設技師であったニコラ・ブレモンティエは、この計画について知ると、海岸で植林を試み好ましい結果を得た。
パリで影響力を持つブレモンティエは、ランド地方の海岸に植林をする必要を政府に確約させる術を知っていた。ついに、1857年6月19日法（fr）が施行された。この法律が農耕・遊牧の暮らしへの鐘声を慣らし、現在知られているランドの大森林が誕生することになったのである。
同じやり方で、当時言われていた『湿地を浄化し衛生条件を改善する』のに、内陸でのカイガンショウ植林は不可欠とみなされた。しかし当時の人口が調査されていなかったため、同意は得られなかった。現在でも一部の人々が言うように、カマルグを含むフランス南東部の牧畜地帯では、おそらくこの理論は良いとはみなされないだろう。
19世紀後半に植えられた第一次植林のマツは、20世紀初頭に成木となった。松脂の樹皮抽出がランド・ド・ガスコーニュ全体に広まり、地方の都市化と産業化をもたらした。テレビン油やロジンに使われる、ランド・ド・ガスコーニュの『白金』抽出のため、何千ヘクタールものマツ林が開拓された。
しかしこのマツ林は、ランド地方の規模に対する包括的な物差しのないまま少しずつ植林されていった。マツは巨大で、非常に密集しており、不確かな方法で分配されていた。20世紀半ば、ランドの森が大火で被害を受けたのは必然的なことだった。最も有名な例は、ボルドーとアルカションの間の何千ヘクタールもの森が焼けた1949年8月の火事である。1950年、森全体の50％が煙で枯れた。ただちに失われた森の代わりとして、最初とは別の方法で第二次植林が行われた。植林は合理化され、マツは線状に植えられた。広大な防火線は、火事の延焼を回避し、かつ火事が起きた際には中心に消防士が達するのを可能にした。森は、今日知られるような姿となった。しかし樹脂抽出産業は徐々に衰えていった。外国産との競争、重労働の割に高い値がつかないこと、そして特にテレビン油とロジンの代わりになる石油製品との競争が原因であった。1990年、2000年以上続いてきた樹脂抽出は、ランドの森から決定的に消滅した。ランドの森の役割は、製紙業の原材料になった。ミミザンとタルタスに、巨大な木材加工工場がある。
1970年代、森の一部は従来の性質を失うことなく、地元の農業開発（特に穀物生産）に用いられた。
現在ランドの森は約100万ヘクタールに及び、その9/10にはカイガンショウが植えられている。しかし森の南西部には、氷河期後の樹木の遺構が残っている。マツ、オーク、ハンノキ、カバノキ、ヤナギ、ヒイラギである。これらは主として水路に近接して生えていて、増水すると流される。この森の原型は、中世の中頃までにできたと推測されている。この時期から気候が定まり、より湿潤にそして涼しくなり、特に開墾は農耕生活の延長で展開されていた。やむをえなければ、16世紀から18世紀の間に建設資材や燃料として木が切り出され、森が後退していたのである。

## 産業

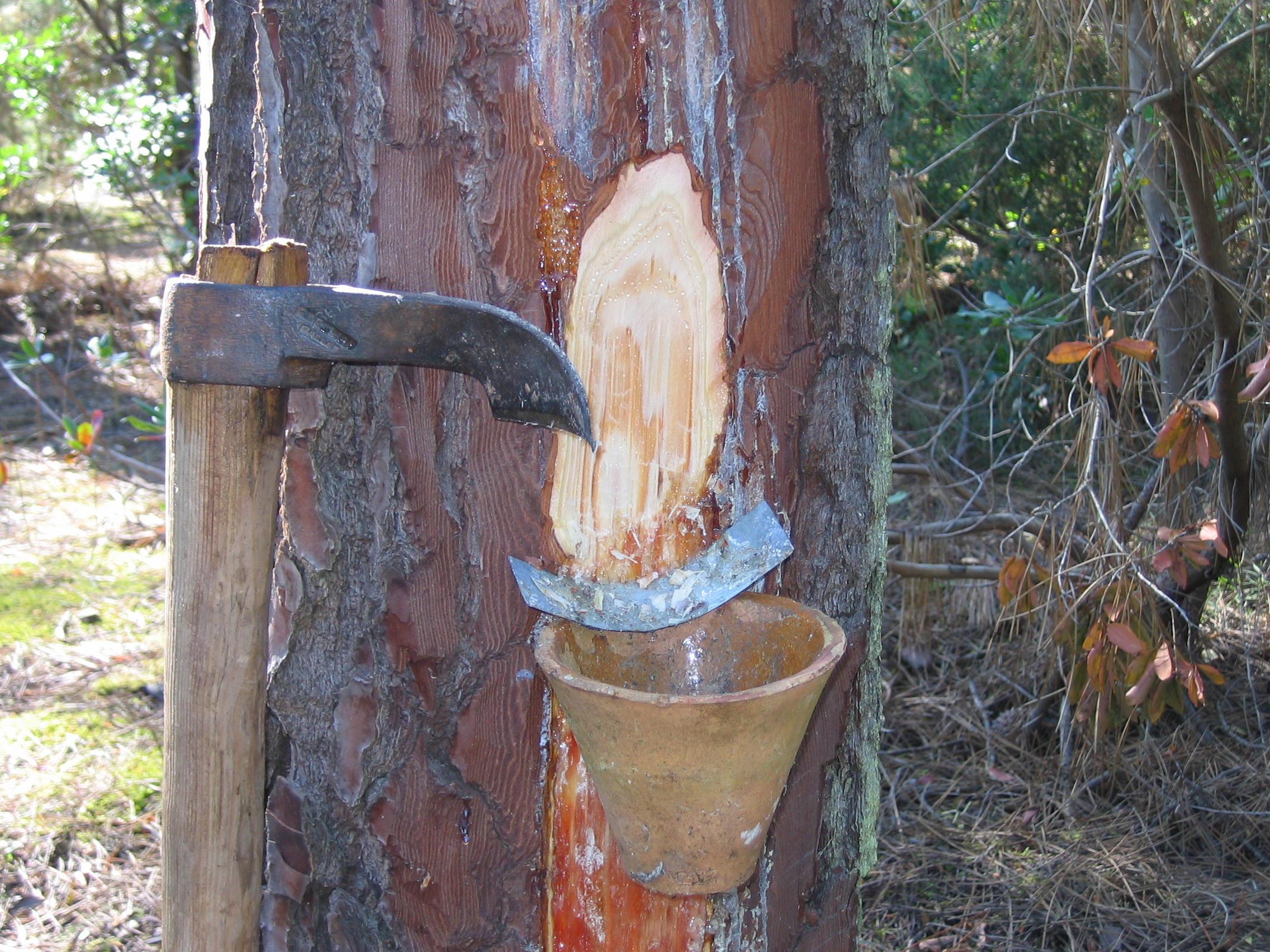
マツの樹脂抽出の様子。左がアプショ

20世紀初頭、林業、製紙業、樹脂抽出業は地域経済の重要な柱だった。経済は木材関連産業で占められている。
- 林業
- 製材業
- 製紙業
- 木材加工
- 製紙の包装・輸送

対照的に、樹脂抽出は一部が人の手による産業としてわずかに残っているが、現在の科学技術の恩恵によりほぼ完全に消滅した。一方で、マツの抽出の副産物を利用する企業が見られる。
19世紀半ばより前のランドでは、荒れ地でのヒツジの放牧だけが収入を得る手段だった。ヒツジを飼うことで、ライムギ生産で使用する肥料を作ることができた。ランド一帯に全般的にマツが植えられたことでこの文化は消滅し、ランドの典型であったヒツジ飼いも消え失せた。代わってランド人の代名詞となったのは樹脂抽出であり、マツの樹皮をはがす時に用いるくちばし状の道具、アプショ（fr）であった。